# Paradox
 Ikke at forveksle med konceptet inden for retorik; Paradoks.
Paradox var et punk-rock-band fra Færøerne. Bandet blev etableret i 2004, og bestod af Heini Gilstón Corfitz Andersen (forsanger og guitar), Búgvi Jónleifson Magnussen (trommer) og Andreas Tykjær Restorff (bas).
I 2006 udgav de deres debutalbum Falling in love på engelsk og spillede flere koncerter på Færøerne. I forbindelse med albummet udkom fire singler i 2006: "The Innocense Of Childhood", "My own words", "Perfect way" og "Inside of me".
Bandet gik i opløsning da forsangeren Heini bedre kendt som Corfitz blev guitarist i bandet The Dreams ved hjælp af hans storebror Eirikur som spiller bas i bandet. 
Corfitz spiller stadig nogle af sine gamle sange med sit nye band og har skrevet noget musik for sig selv der i blandt "Waiting for an Angel".

## Medlemmer
- Heini Gilstón Corfitz Andersen (kaldet Corfitz) – guitar og vokal
- Búgvi Jónleifson Magnussen – trommer og percussion
- Andreas Tykjær Restorff – bas

## Diskografi
- Falling in love (2006)